# Thomas Clerc
Pour les articles homonymes, voir Clerc.
Thomas Clerc, né en 1965 à Neuilly-sur-Seine, est un romancier, essayiste, poète et universitaire français.

## Biographie
Thomas Clerc vit rue Erlanger (16e arrondissement de Paris) entre 1965 et 1980.
Il est agrégé de lettres modernes, docteur en lettres et maître de conférences en littérature contemporaine à l'université Paris-Nanterre. Dans le cadre de ses activités universitaires, il édite la première version d'un cours inédit de Roland Barthes au Collège de France (Le neutre. Cours au Collège de France (1977-1978) avant de réunir les œuvres complètes de Guillaume Dustan pour les éditions P.O.L. 
Thomas Clerc développe une écriture introspective, notamment dans son roman Intérieur dont le décor unique est son propre appartement à Paris. Son livre Paris, musée du XXIe siècle. Le dix-huitième arrondissement (Minuit) reçoit le prix Wepler en novembre 2024.
Il est invité d'honneur de l’Oulipo en 2013.
Il est mis en cause sur les réseaux sociaux en décembre 2015, à propos d'un texte considéré par certains internautes comme méprisant envers les consommateurs de Starbucks, jugés moins intelligents que la moyenne. Le billet, intitulé « Attentats : que Starbucks paie l'addition », fait un rapprochement entre l'entreprise américaine et la lutte contre le terrorisme, un mois après les attentats du 13 novembre 2015 en France.

## Œuvres
- Les Écrits personnels, Paris, Éditions Hachette, coll. « Ancrages », 2001, 127 p.  (ISBN 2-01-145450-6)
- Maurice Sachs, le désœuvré, Paris, Allia Éditions, 2005, 152 p.  (ISBN 2-84485-169-X)
- Paris, musée du XXIe siècle. Le Dixième Arrondissement, Paris, Éditions Gallimard, coll. « L’arbalète », 2007, 249 p.  (ISBN 978-2-07-078485-1)
- Nouit, Paris/Bordeaux, Éditions MIX, coll. « Fiction à l'œuvre »/Frac Aquitaine, 2009, 66 p.  (ISBN 978-2-914722-83-4)
- L’homme qui tua Roland Barthes et autres nouvelles, Paris, Éditions Gallimard, coll. « L’arbalète », 2010, 356 p.  (ISBN 978-2-07-012823-5)[10],[11]

- Prix de la nouvelle 2011 de l'Académie Française
- L’Artiste comme modèle, Paris, Éditions du Centre Pompidou, coll. « La Collection de photographies », 2012, 93 p.  (ISBN 978-2-84426-563-0)
- Intérieur, Paris, Éditions Gallimard, coll. « L’arbalète », 2013, 392 p.  (ISBN 978-2-07-014210-1)[12],[13]
- Le Front de Seine. 1959-2013, avec Lionel Engrand, Paris, Éditions Alternatives, coll. « Mémoires urbaines »/Pavillon de l’Arsenal, 2013, 144 p.  (ISBN 978-2-86227-786-8)
- Préfaces et notes à Guillaume Dustan, Œuvres I, Paris, POL, 2013
- L'Heptaèdre, pièce de théâtre non publiée à ce jour, commandée par l'artiste Saâdane Afif à la suite de sa performance « Souvenir: Leçon de Géométrie » à la Biennale de Marrakech en 2014, 2017[14]
- Poeasy, Paris, Éditions Gallimard, coll. « L’arbalète », 2017, 416 p.  (ISBN 978-2-07270-977-7)

- Prix Paul-Verlaine 2018 de l’Académie française
- Sept et huit neuf, Paris, Institut Mémoires de l'édition contemporaine, coll. « Diaporama », 2021, 42 p.  (ISBN 978-2-35943-030-1)
- Cave, Paris, Gallimard, coll. « L'arbalète », 2021, 288 p.  (ISBN 978-2-07292-891-8)
- Paris, musée du XXIe siècle. Le dix-huitième arrondissement, Paris, Les éditions de Minuit, 2024, nb p.624  (ISBN 978-2707355362)